# His Dress Shirt
His Dress Shirt è un cortometraggio muto del 1911 diretto da Thomas H. Ince. Il film - prodotto dalla Independent Moving Pictures e distribuito dalla Motion Picture Distributors and Sales Company - aveva come interpreti William Robert Daly e Mary Pickford.

## Produzione
Il film fu prodotto dall'Independent Moving Pictures Co. of America (IMP).

## Distribuzione
Distribuito dalla Motion Picture Distributors and Sales Company, il film - un cortometraggio di 244 metri - uscì nelle sale cinematografiche statunitensi il 30 ottobre 1911. Nelle proiezioni, veniva programmato con il sistema dello split reel, accorpato in un'unica bobina con un altro cortometraggio, il documentario A Few Minutes with Steeple-Jack Lindholm.
Non si conoscono copie ancora esistenti della pellicola che viene considerata presumibilmente perduta.